# 고태
고태(高泰, ? ~ 400년)는 오호십육국시대 후연의 관료로, 자는 자백(子伯), 출신은 발해군(渤海郡) 취현(蓨縣)이다. 아버지는 후연의 사공을 지낸 고경(高慶)이며, 고태 자신은 고도(高韜), 고호의 아버지이다. 또한 서진의 상서를 지낸 고첨(高瞻)의 친척 조카이며, 전연의 창려군태수(昌黎郡太守)를 지낸 고개(高開)의 사촌 동생이다.
조상은 후한의 태자태부(太子太傅) 고부(高裒), 조부는 서진의 현도군태수(玄菟郡太守) 고은(高隱)으로 전해진다. 또한 고태는 문선제의 현조부로 북제가 건국된 후 이부부군(吏部府君)으로 추존되어 칠묘에 위패가 안치되었다.

## 생애
전연 시기 차기종사중랑(車騎従事中郎)에 임명되었다.
369년 11월 모용수가 국권을 장악하고 있던 태부 모용평과 갈등하여 전진으로 망명했을 당시 고태는 모용수의 신하였기에 연좌되어 면직당했다. 당시 상서우승(右丞) 신소(申紹)는 모용평에게 "오왕(모용수)이 망명하면서 세간에 이 불미스러운 사건이 왜곡되어 퍼지고 있습니다. 오왕의 측근 가운데 지혜로운 자를 임관시켜 헛소문을 없애야 합니다." 라고 건하자 모용평이 누구를 삼아야 할지 물었다. 신소가 고태를 추천하자 모용평은 고태를 상서랑(尙書郞)으로 임명하였다.
이후, 전진의 석월(石越)이 사신 자격으로 오자, 모용평은 전연의 국력을 과시하기 위해 그를 성대히 대우하였다. 고태는 태부참군(太傅参軍) 유정(劉靖)과 함께 "석월은 우호적인 사신이 아닌, 조국의 빈틈을 찾으러 온 것입니다. 조국의 군사 훈련을 현란하게 보여 저들의 사기를 떨어트려야 하며, 호사스러운 모습은 보이는 것만으로도 우리를 업신여길 것 입니다." 라며 건의했으나 모용평은 듣지 않았다. 고태는 실망하고 병을 이유로 사직하였다.
372년 8월, 전진의 부융(苻融)이 무단으로 서원을 건축한 일로 탄핵을 받자, 이찬(李纂)을 장안으로 파견해 변호하게 하였으나, 도중에 이찬이 사망하자 신소가 고태를 추천하였고, 부융이 "군자란 사람이 위급하면 구해야 하며, 경은 제발 사직하지 않기를 바랍니다" 라며 청하자 고태는 응하여 장안으로 향했다. 장안에 도착하자 왕맹이 웃으며 "고자백께서 이제야 오셨는데 어찌하여 늦었느냐"고 묻자 고태는 "죄인이 와서 형을 받는데 어찌 그 속도를 묻습니까" 라고 대답하였다. 이에 왕맹이 무슨 말을 하려는 거냐고 묻자, 고태가 말했다. 
"옛날 노나라 희공이 궁을 쪼갠 일로 칭송을 받고, 제나라 선왕은 식량을 퍼준 것으로 명성을 날렸는데, 지금 양평공은 그 둘을 추종하여 서원을 개건하고 있지만 포상은커녕 벼슬아치들의 탄핵으로 앓고 있습니다. 명공(明公, 왕맹)께선 성조(聖朝)를 보좌하는 위치에 있으시면서 이대로 일을 진행하시면 공께서도 죄를 피할 수 있겠습니까?"
왕맹이 그 말을 듣고, 잘못을 인정했으며 부융의 잘못은 없던 것이 되었다. 왕맹은 탄식하며 고자백을 양평공의 사람으로 끝내기엔 아까워해 그를 황제 부견에게 중용케 하였다. 부견이 고태를 불러내어 함께 이야기하자 그 사람됨을 기뻐하고 고태에게 통치의 기본이 무엇인지 물었다. 고태는 "기본은 사람을 얻는 데 있으며, 사람을 얻으려면 심거(心擧, 신중히 선거하는 것)를 해야 합니다. 심거야말로 핵심입니다. 벼슬이 있어도 사람이 없으면 나라를 다스릴 수 없습니다" 라고 말했으며 부견이 이를 듣고, 말은 짧으나 그 이치는 매우 깊다며 감탄하였다. 그리고 고태를 전진의 상서랑에 임명하려 했으나 유주(幽州)로 돌아가기를 청하자 윤허하였고, 고태는 유주 정동부관(征東府官)의 참군(參軍)이 되었다.
383년, 부견이 비수대전에서 참패하자 전진에 복속되어있던 국가들이 자립하려는 시도가 일어났으며, 이듬해 2월 고태는 전연의 신하였던 점 때문에 정동부관으로부터 반역 혐의를 받았다. 이에 고태는 동군우조조사(同郡虞曹從事) 오소(吳韶)와 함께 고향인 발해군으로 피난하였다. 이때 오소가 연나라 군대가 가까이 있으니, 경은 그들에게 합류하라고 권했으나 고태는 "우리는 단지 화를 피하고 싶을 뿐이며, 한 군주를 떠라 다른 군주를 섬기는 일 따위는 할 수 없다" 라고 거절하였다. 이에 신소도 "물러감과 나아감(去就)이 순리적 이십니다. 이것이 바로 군자입니다." 라고 감탄하였다. 이후 고태의 동향은 전해지지 않으나 위서에 따르면 모용수를 따라 이부상서(吏部尚書)에 임명되었다고 한다. 
550년, 그의 5대손인 고양이 북제를 건국하자 고태는 이부부군(吏部府君)으로 추존되어 칠묘에 위패가 안치되었다.

## 가족
- 조부: 고은(高隱)
- 부친: 사공공 고경(高慶)
- 아들: 고도(高韜) - 형제 간 서치 불명.
- 아들: 진주사군 고호
- 손자: 고윤 - 고도의 아들.

1. ↑  전진의 황문랑(黃門郞)에 임명되었다.
2. ↑  전진의 양평공(陽平公)에 책봉되었다.